# Service de police d'Ottawa
Le service de police d'Ottawa (SPO ; en anglais : Ottawa Police Service) est le service de police municipale de la ville d'Ottawa, au Canada.

## Histoire
Le service a célébré son 150e anniversaire en 2005. Le SPO est né en 1855 quand la ville d'Ottawa a nommé Roderick Ross, premier chef de police de la ville. Au fil de temps, les autres villes et municipalités ont formé leur propre force de police, comme Eastview (qui est devenu le service de police de Vanier en 1963) et Gloucester-Nepean en 1957 (en 1964, ce service a été scindé en police de Gloucester et police de Nepean). En tant que précurseur des futures fusions, le service de police de Vanier a été absorbé par le service de police d'Ottawa en 1984. 
En 1995, les services de police d'Ottawa, Nepean et Gloucester ont fusionné afin de former le service de police régional d'Ottawa-Carlton. La zone du nouveau service a été augmentée des parties de la ville précédemment gérées par la Police provinciale de l'Ontario. 
Le service a reçu son nom actuel en 2001, pour tenir compte de la fusion d'Ottawa-Carleton constitutive des municipalités dans la nouvelle Ville d'Ottawa.

## Organisation
Le chef de police actuel était Charles Bordeleau, qui venait du service de police régional de Durham.
Depuis le 28 octobre 2019, le chef du service est Peter Sloly, né en Jamaïque et arrivé à l'âge de dix ans au Canada. Il était auparavant associé chez Deloitte Canada depuis 2016 ; avant cette période, il avait été en poste au sein de la police de Toronto pendant 27 ans où il avait terminé sa  carrière en tant que chef adjoint de ce service. Il n' a pas fait sa formation policière au Canada car il a été formé aux Etats-Unis, au sein du F.B.I. Avant de devenir policier, il avait fait un cursus de M.B.A. et des études de sociologie sanctionnées par une licence.   
La structure hiérarchique se compose des éléments suivants : agents de police de 4e, 3e, 2e et 1re classe, sergent, sergent-chef, inspecteur, directeur, chef adjoint et chef de la police. À de très rares exceptions près, tous les fonctionnaires de police reçoivent leurs trois mois de formation et leur diplôme à l'Ontario Police College (en), situé à Aylmer en Ontario. 
Les nouvelles recrues sont engagées comme agents de quatrième classe, et, sans problème de formation ou de discipline, peuvent s'attendre à atteindre le grade d'agent de première classe dans les trois ans. En 2022, un agent de police débutant a un salaire de base avant impôt d'environ 80400 dollars sans compter les heures supplémentaires et un agent de police, au bout de quatre ans de service, recevra un salaire d'environ 115400 dollars. Ce niveau de salaires situe le service de police d'Ottawa dans les cinq premières rémunérations des différents services policiers au sein de la province de l'Ontario.
En 2022, les effectifs totaux du service sont d'environ deux mille trois cent personnes : environ 1580 agents en uniforme et environ 620 agents civils. En théorie, le service d'Ottawa offre des services dans les deux langues officielles du Canada mais, en fait,  très peu de policiers (environ 5 %) sont d'origine francophone et ceux qui acceptent les dépositions en français le parlent mal. De plus, les cadres intermédiaires et les chefs de service sont tous anglophones.  

## Relations avec des autres agences
Les services de sécurité du Parlement et des ambassades à Ottawa sont de la responsabilité de la Gendarmerie royale du Canada (GRC). Normalement, la GRC n'intervient pas dans les opérations de police à Ottawa, sauf dans les situations d'urgence et si elle reçoit une demande d'assistance du SPO.
La Police provinciale de l'Ontario (PPO) est compétente sur toutes les autoroutes provinciales de l'Ontario, particulièrement les autoroutes 416 et 417.
Les Forces canadiennes ont leur propre service de police militaire  qui est compétent dans les locaux du Ministère de la Défense nationale. Les membres de la  police militaire ont des pouvoirs spécifiques en dehors du domaine du Ministère de la Défense nationale mais ne peuvent exercer de tels pouvoirs que sur demande particulière du SPO. 
Le SPO fournit aussi certains services de sécurité à l'aéroport international Macdonald-Cartier d'Ottawa., en complément des contrôles faits par la GRC et par l'agence des services frontaliers du Canada. 

## Opérations
Le service de police d'Ottawa dispose de cinq postes et dix-neuf centres de police communautaires.
Services de patrouille
- Division de l'est
- Division central
- Division de l'ouest
- Division du sud

Services d'enquête criminelles
- Crimes majeurs
- Harcèlement sexuel et maltraitance des enfants
- Violences conjugales
- Vol de voitures organisés
- Unité des gangs et armes à feu
- Crimes frauduleux
- Maltraitance des personnes âgées
- Services d'enquêtes générales
- Section des réponses aux entrées forcées
- Unité d'aide aux victimes
- Section des crimes de haute-technologie
- Équipe de réponse directe (ERD)

Services de support
- Communications
- Sécurité de la cour de justice et garde temporaire des prisonniers et service aux victimes
- Unité de réponse au téléphone (pour les crimes mineurs sans pistes d'enquête)

Opérations d'urgence
- Unité tactique
- Section canine
- Escorte de circulation
- Unité des services d'urgence
- Unité marine
- Unité de recherche sous-marine
- Unité d'enquête des accidents routiers

Services institutionnels
- Relation avec les médias
- Commissaire

Services de l'exécutif
- Section des normes professionnelles

## Flotte
La majorité des véhicules de patrouille du SPO sont des Ford Crown Victoria Police Interceptors.  
Le Dodge Charger a été ajouté à la flotte sur une base expérimentale. Le service a aussi utilisé des Ford Explorer et des Ford Expedition. 
Le SPO dispose aussi d'un avion (un Cessna 206) et d' engins maritimes qui patrouillent les voies d'eau d'Ottawa durant l'été. 
De nombreux véhicules banalisés de toutes sortes et de toutes marques sont utilisés. Les plus communs sont des Chevrolet Impala mais on compte aussi des mini-van et même des Smart.
| Véhicule              | Quantité |
| --------------------- | -------- |
| Ford Crown Victoria   | 170      |
| Chevrolet Impala      | 27       |
| Dodge Charger         | 4        |
| Berlines              | 158      |
| Camionnettes          | 50       |
| SUV/camions           | 44       |
| Motocyclettes         | 29       |
| Remorques             | 17       |
| Quads/motoneiges      | 8        |
| Bateaux               | 5        |
| Avion                 | 1        |
| Véhicules spécialisés | 6        |
| Total                 | 520      |

## Armes de service et équipement individuel
Les policiers en tenue ou en civil du SPO sont armés de Glock 22, de spray au gaz poivre, de matraque, de Taser et disposent également d'une paire de menottes et d'une radio portative.